# PET láhev

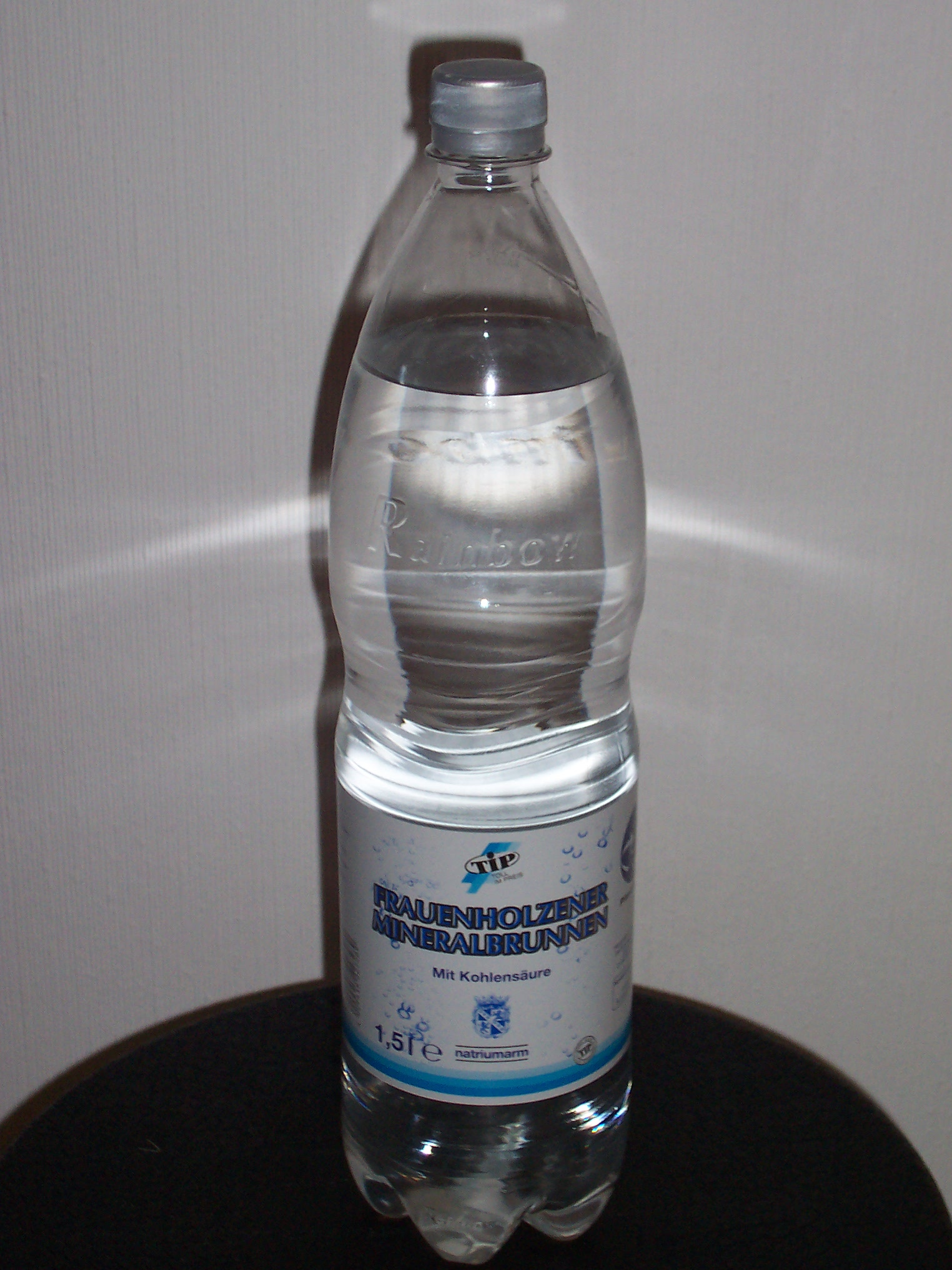
PET láhev

PET láhev (slangově petka) je láhev, která je vyrobená z polyethylentereftalátu (PET), etiketa je vyrobena z HD-PE, víčko je vyrobeno z polypropylenu (PP).

## Historie

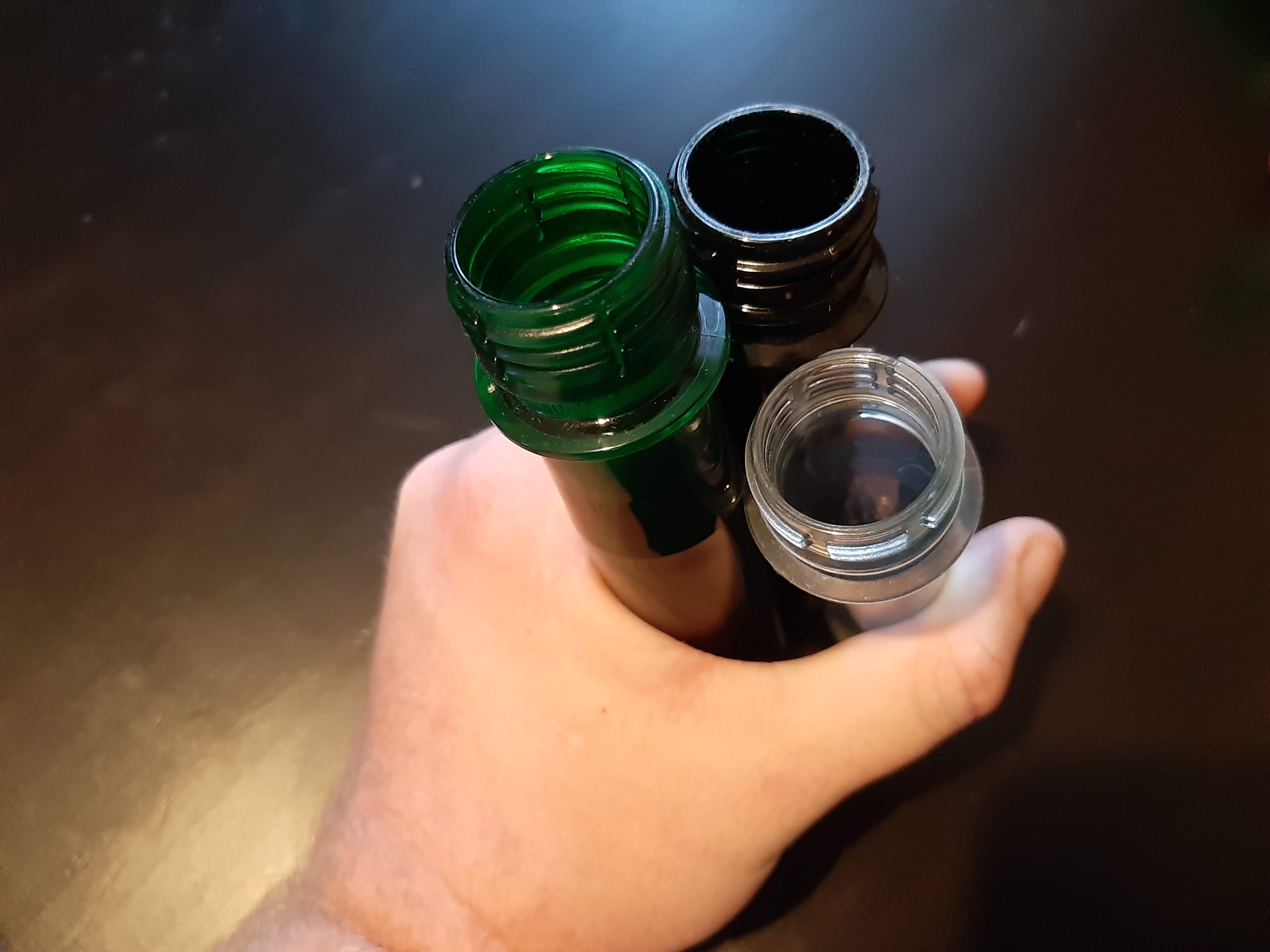
Tyto prefabrikáty se v továrně nahřejí, a následně rozfouknou

PET láhve se poprvé objevily v roce 1978, kdy do nich začala být plněna Coca-Cola. Narušily tak dosavadní hegemonii skleněných obalů pro nápoje. V Československu se první PET láhve objevily až po roce 1989 z dovozu a vyrábět se v Česku začaly až v letech 1993–1994. V současné době je PET láhev jedním z nejpoužívanějším obalů nápojů – zatímco dříve se tyto láhve uplatňovaly zejména na balené vody a jiné nealkoholické nápoje, postupně se rozšiřují i jako lahve na piva či stolní vína (pro víno považují odborníci tento materiál sice za zdravotně nezávadný, ale současně za neestetický a nevhodný vzhledem k ušlechtilosti nápoje.).

## Výroba

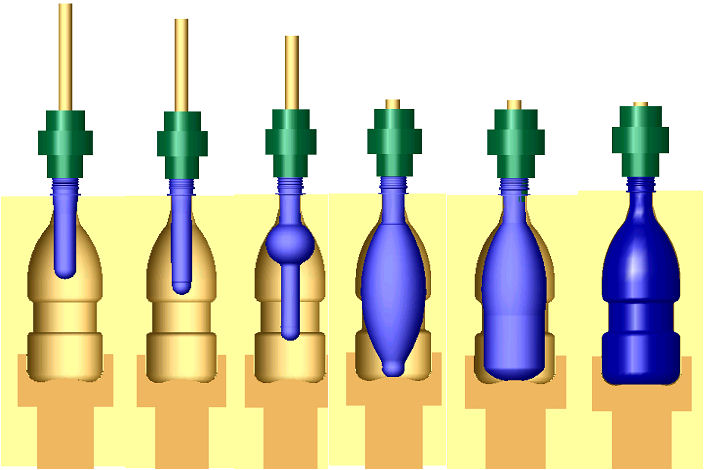
Vyfukování PET láhve z preformy

V roce 2016 se celosvětově prodalo 480 miliard plastových láhví z nichž většina se vyrábí právě z polyethylentereftalátu. Výroba probíhá vstřikovacím vyfukováním a láhve lze vyrábět v rozličných tvarech a objemech (od 0,01 až do 5 litrů).

## Recyklace

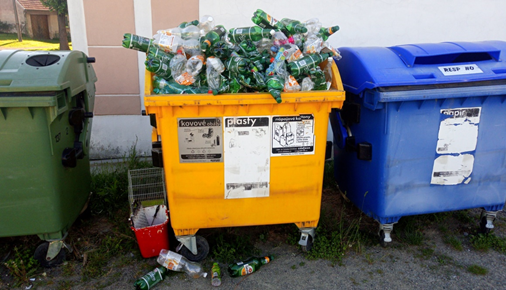
PET lahve je před vytříděním třeba stlačit, aby nezabíraly hodně místa.

PET láhve třídíme do žlutých nádob s nálepkou plast. V roce 2018 se v ČR poslalo k recyklaci 57,5 % těchto obalů. V ČR existují iniciativy, které mají za cíl tento podíl ještě dál zvýšit až na 90 %. Jednou z možností je například zavést zálohový systém. Spotřeba i recyklace PET láhví je masovou záležitostí, kdy každoročně dojde ve světě k recyklaci přibližně 750 milionů tun polyethylentereftalátu. Recyklace je ale významným zdrojem mikroplastů, které se dostávají do přírody.
Recyklace začíná vytříděním PET láhví podle barev kvůli získání jednobarevné suroviny. Láhve se rozdrtí na tzv. vločky, které jsou několikrát propírány a následně vysušeny. Drť se následně tepelně zpracovává a vzniká tzv. regranulát. Ten lze následně opět zpracovávat jako původní granulát, z něhož byly vyrobeny původní láhve. Z regranulátu lze vyrobit opět PET láhve nebo vlákna pro textilní i technické využití.
U některých láhví komplikují recyklaci tzv. „rukávky“, tj. fólie nanesené na láhev ze smršťovacího PVC, které tím degradují PET materiál cizorodou příměsí a ten už dál nelze použít k recyklaci, protože etikety neumí třídící linky oddělit. Pro výrobce je fólie atraktivní, protože dokáže dobře obepnout různé tvary láhve a například na dětských nápojích vyobrazit veselé motivy zvířátek a podobně. Stejné fólie používá i drogistické zboží. Z takových láhví je potřeba před tříděním fólii sundat, jinak mohou být využity už jen ke skládkování nebo ve spalovně. Výrobci se snaží přijít s ekologičtějším řešením, například vyměnit fólii za PET fólii. Řešení může napomoci také tzv. ekomodulace, kdy se ekonomicky zvýhodní ty způsoby balení, které jsou šetrnější k životnímu prostředí.

### Zálohování PET lahví
Zálohování PET lahví neznamená, že se vrácená PET lahev znovu přeplní přímo. Jde jen o jiný způsob sběru PET lahví k recyklaci (semletí).
Švédko má zálohování zavedeno od roku 1984, Island od roku 1989, Finsko od roku 1996, Norsko od roku 1999, Dánsko od roku 2002, Německo od roku 2003, Estonsko od roku 2005, Nizozemsko od roku 2005, Chorvatsko od roku 2006, Litva od roku 2016, Slovensko od roku 2022, Lotyšsko od roku 2022, Malta od roku 2022.

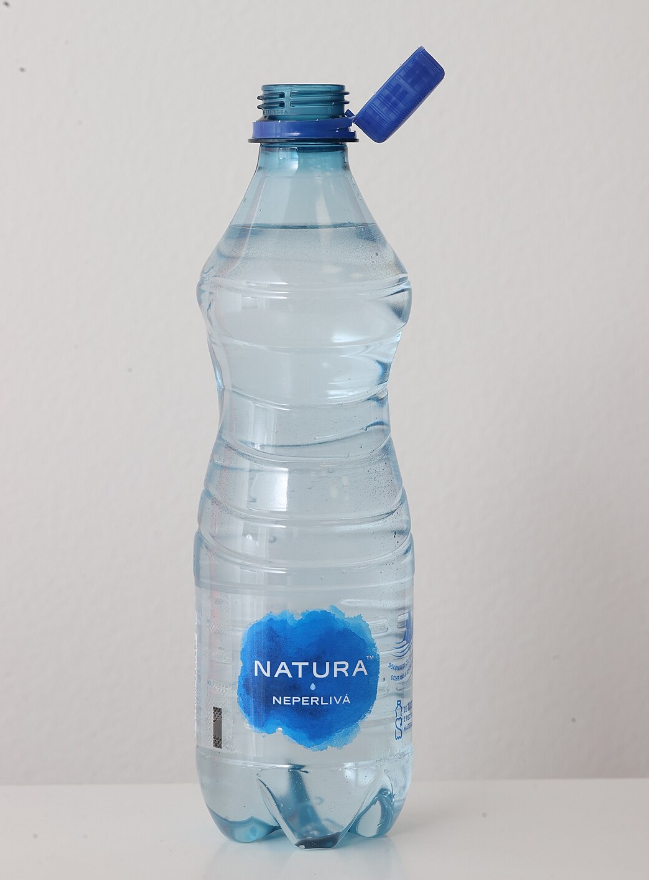
PET lahev s neodmímatelným uzávěrem

### Neodnímatelné uzávěry
Podle legislativního nařízení Evropské unie musí mít od 3. července 2024 všechny nealkoholické nápoje v plastových lahvích neoddělitelná víčka. Do budoucna budou ale také součástí nápojových kartonů. Opatření má za cíl snížit množství pohozeného plastového odpadu v přírodě a udržet všechny částí nápojových obalů pohromadě i po jejich konzumaci, pro následnou recyklaci.
U nového víčka je systém otevírání stejný jako u běžného uzávěru. Inovace spočívá v kroužku kolem hrdla láhve, ke kterému je připevněno poutko, které drží uzávěr připevněný k láhvi po odšroubování a zároveň umožňuje její hermetické uzavření. 

## Zdraví
Materiál PET neobsahuje žádná zdraví škodlivá změkčovadla ze skupiny ftalátů. Polyethylentereftalát (zkratka PET), ze kterého jsou vyráběny nápojové láhve – PETky, je organický polymer, skládající se z monomerů ethylenu a tereftalátu pospojovaných pevnou chemickou vazbou. Ftaláty tak do nápojů v PET-láhvích nepronikají. Recyklované PET lahve je ale obsahují. Mohou tak migrovat do vody.
Voda v PET lahvi obsahuje více mikroplastů než skleněné lahve, byť i z některých víček na skleněné lahve se ve výrobě může do nápoje dostat více mikroplastů. Kohoutková voda je ale čistší. Procesem bioakumulace se mikroplasty usazují v lidském těle. V obsahu PET lahve byly nalezeny i nanoplasty z materiálů jako jsou polyamidy (pocházejících patrně z filtrů), PET, polystyren či PVC.
PET obsahují endokrinní disruptory jako je antimon, který se uvolňuje při větší teplotě a časem. Obsahují i bisfenol A, jehož míra uvolňování je úměrná teplotě a době skladování. Ovšem i nápojový karton a nápojová plechovka mají vnitřní plastovou vrstvu.

## Vlastnosti
V PET láhvích mohou tekutiny chuťově degradovat, a proto se do nich balí pouze čistá nebo minerální voda.[zdroj⁠?!] Analýzy ukazují, že u některých značek představují větší problém nižší než uváděné koncentrace minerálních látek, organotrofní bakterie nebo dusičnany a dusitany, případně mikroplasty nebo zbytky léků z prostředí čerpání vod, ale nikoli organické sloučeniny ze samotného plastu. Doba rozkladu PET lahve je 50-80 let.